# Риобамба
Риобамба (шп. Riobamba) је град у Еквадору, главни је град „провинције Чимборазо” у централном Еквадору, а налази се у долини реке Чамбо на Андима. Налази се 200 km (120 mi) јужно од главног града Еквадора Кита и налази се на надморској висини од 2.754 м на ”Авенији вулкана.
Град је важан регионални транспортни центар и станица на Панамеричком аутопуту, који пролази кроз Еквадор. Риобамба је један од највећих градова у централном делу еквадорске регије Сијера.

## Порекло имена
Риобамба је добила име по комбинацији речи рио, шпанске речи за „реку“ и риспампа, речи на кечуа језику за „равницу“.

## Историја
Регион око Риобамбе био је насељен нацијом Пуруха пре уздизаања Царства Инка током касног 15. века. Пуруха су се жестоко опирали настојањима Инка да освоје север данашњег Еквадора. Инка „Хуајна Капак” је морала да склопи савез да би смирила племена која су стала на страну Кондораза, вође нације Пуруха.
Удружио се са „конфедерацијом Ширис”, такође познатом као народ „Каран-Киту”, за који се верује да је развила „Краљевину Кито” у северним Андима. Језуитски историчар Хуан де Веласко из 18. века описао је ову конфедерацију као групу племена којом је владала династија Дучисела. Хуајна Капак је узео принцезу Пачу за своју жену и дао је посебан третман и привилегије социјалног статуса вишим кастама ових нових поданика. Син из овог брака био је Атахуалпа, који је владао као последњи краљ Инка.
Након шпанске инвазије и освајања Инка и њихових савезника, Дијего де Алмагро је основао Риобамбу 15. августа 1534. године у равницама Сан Мигел. Сматра се првим градом који је основан у данашњем Еквадору.‍:341  Године 1563, град је постао део новоформиране административне јединице Кита Шпанског царства.
Иако је град потпуно уништен у земљотресу 1797. године, обновљен је неколико година касније 14 km (8,7 mi) од првобитне локације. Друга локација је била у близини села по имену Кахабамба у равницама Сан Антонио де Агискате. Град још увек задржава много архитектуре из шпанског колонијалног периода.
У Еквадорском рату за независност, Риобамба је први пут прогласио независност 11. новембра 1820. године, али су га убрзо поново заузеле крунске снаге. Године 1822. град је постао део Велике Колумбије, која је те године стекла независност од Шпаније. Године 1830. Република Еквадор је успоставила сопствену независност као нација.

### 20. век до данас
Монументална арена за бикове Раула Давалоса, капацитета 13.000 људи, отворена је овде 1952. године. Нација је на референдуму 2011. годинеизгласала забрану матадора да убија бикове у таквим коридама, што је политика коју је такође пратио Португал. Ово је резултирало драматичним падом сродног туризма, уз значајан губитак прихода, посебно у Киту.
Дана 20. новембра 2002, седам људи је убијено, а стотине рањено у низу експлозија у складишту муниције у арсеналу Галапагоске бригаде у Риобамби. Експлозија је била толика да су многи становници рекли да су прво помислили да је дошло до земљотреса или вулканске ерупције. Прозори су разнесени на више од 1,5 километара од складишта, а многи повређени су задобили посекотине од летећих крхотина стакла.

## Географија и клима
Риобамба се налази у центру земље у региону Сијера, у непосредној близини вулканаЧимборазо. Као и многи градови у Еквадору, Риобамба има скоро константну температуру током целе године, са влажном и сувом сезоном. Његова надморска висина (2754 m) и близина Чимбораса дају граду хладну климу током целе године, са просечном температуром између 23 °C и 14 °C.

## Економија
Привреда града заснива се на пољопривредној производњи околног локалног становништва. Риобамба је такође важан трговачки центар сточарства.
Град има пијацу на отвореном где аутохтони занатлије излажу и продају своју робу. Они производе производе као што су ручно ткани текстил, рукотворине, кожна галантерија, пиво и млечни производи.